# Équipe de Saint-Martin de football
Ne doit pas être confondu avec Équipe de Sint Maarten de football.
Maillots
L'équipe de Saint-Martin de football est une sélection des meilleurs joueurs  saint-martinois sous l'égide du Comité de football des Îles du Nord. 
Saint-Martin n'est pas membre de la FIFA, néanmoins elle participe à la Coupe caribéenne des nations qui est un tournoi qualificatif pour la Gold Cup, ainsi qu'à la Ligue des nations de la CONCACAF.

## Histoire
Saint-Martin débuta lors des qualifications en vue de la Coupe caribéenne des nations 1990 où elle s'imposa face aux Îles Vierges britanniques, 3-0, le 24 mars 1990. Présente lors du 2d tour qualificatif en compagnie de la Jamaïque, Saint-Christophe-et-Niévès et la Guadeloupe, elle ne put s'imposer que face à cette dernière, 2-1, le 6 mai 1990.
Absente des tournois préliminaires de la Coupe caribéenne des nations jusqu'en 2001, elle participe au 1er tour des qualifications entre 2001 et 2012 sans pouvoir accéder au tour suivant.
En septembre 2017, l'île est dévasté par l'ouragan Irma qui laisse la collectivité sans terrain de football pour plusieurs années. En janvier 2019, la Fédération contacte l'enfant du pays et ancien international guadeloupéen Stéphane Auvray qui devient sélectionneur. En faisant appel à des joueurs évoluant hors de l'île, la sélection remporte de nouveau des matchs après 18 ans de disette.

## Palmarès

### Parcours en Gold Cup
| Année | Position    |      | Année             | Position |                   | Année | Position          |  | Année | Position |
| 1963  | Non inscrit | 1989 | Non inscrit       | 2007     | Tour préliminaire | 2025  | Tour préliminaire |  |       |          |
| 1965  | Non inscrit | 1991 | Non inscrit       | 2009     | Non inscrit       |       |                   |  |       |          |
| 1967  | Non inscrit | 1993 | Non inscrit       | 2011     | Non inscrit       |       |                   |  |       |          |
| 1969  | Non inscrit | 1996 | Non inscrit       | 2013     | Non inscrit       |       |                   |  |       |          |
| 1971  | Non inscrit | 1998 | Non inscrit       | 2015     | Non inscrit       |       |                   |  |       |          |
| 1973  | Non inscrit | 2000 | Tour préliminaire | 2017     | Non inscrit       |       |                   |  |       |          |
| 1977  | Non inscrit | 2002 | Tour préliminaire | 2019     | Tour préliminaire |       |                   |  |       |          |
| 1981  | Non inscrit | 2003 | Tour préliminaire | 2021     | Tour préliminaire |       |                   |  |       |          |
| 1985  | Non inscrit | 2005 | Tour préliminaire | 2023     | Tour préliminaire |       |                   |  |       |          |

### Parcours en Ligue des nations
| Édition   | Ligue | Phase de groupes | Phase de groupes | Phase de groupes | Phase de groupes | Phase de groupes | Phase de groupes | Phase de groupes | Phase finale | Phase finale | Phase finale | Phase finale | Phase finale | Phase finale | Phase finale | Phase finale |
| Édition   | Ligue | Class.           | M                | V                | N                | D                | BM               | BE               | Pays hôte    | Résultat     | M            | V            | N            | D            | BM           | BE           |
| --------- | ----- | ---------------- | ---------------- | ---------------- | ---------------- | ---------------- | ---------------- | ---------------- | ------------ | ------------ | ------------ | ------------ | ------------ | ------------ | ------------ | ------------ |
| 2019-2020 | C     | 3/4              | 6                | 3                | 0                | 3                | 7                | 8                | 2020         | Inéligible   | Inéligible   | Inéligible   | Inéligible   | Inéligible   | Inéligible   | Inéligible   |
| 2022-2023 | C     | 3/3              | 4                | 0                | 2                | 2                | 2                | 7                | 2023         | Inéligible   | Inéligible   | Inéligible   | Inéligible   | Inéligible   | Inéligible   | Inéligible   |
| 2023-2024 | C     | 1/3              | 4                | 4                | 0                | 0                | 20               | 1                | 2024         | Inéligible   | Inéligible   | Inéligible   | Inéligible   | Inéligible   | Inéligible   | Inéligible   |
| 2024-2025 | B     | 4/4              | 6                | 2                | 0                | 4                | 8                | 13               | 2025         | Inéligible   | Inéligible   | Inéligible   | Inéligible   | Inéligible   | Inéligible   | Inéligible   |
| 2026-2027 | C     | /3               | 0                | 0                | 0                | 0                | 0                | 0                | 2027         | Inéligible   | Inéligible   | Inéligible   | Inéligible   | Inéligible   | Inéligible   | Inéligible   |
| Total     | Total | Total            | 20               | 9                | 2                | 9                | 37               | 29               | Total        | Total        | 0            | 0            | 0            | 0            | 0            | 0            |

### Parcours en Coupe caribéenne des nations
- 1978 : Non inscrit
- 1979 : Non inscrit
- 1981 : Non inscrit
- 1983 : Non inscrit
- 1985 : Non inscrit
- 1988 : Non inscrit
- 1989 : Non inscrit
- 1990 : 2d tour des qualifications
- 1991 : Non inscrit
- 1992 : Non inscrit
- 1993 : Non inscrit
- 1994 : Non inscrit
- 1995 : Non inscrit
- 1996 : Non inscrit
- 1997 : Non inscrit
- 1998 : Non inscrit
- 1999 : Non inscrit
- 2001 : 1er tour des qualifications
- 2005 : 1er tour des qualifications
- 2007 : 1er tour des qualifications
- 2008 : 1er tour des qualifications
- 2010 : 1er tour des qualifications
- 2012 : 1er tour des qualifications
- 2014 : Non inscrit
- 2017 : Forfait

## Effectif actuel
Équipe lors des éliminatoires de la Gold Cup 2019 :
| Sélectionneur |                     |                   |                   |      |
| N°            | Nom                 | Date de naissance | Sélections (buts) | Club |
| Gardiens      |                     |                   |                   |      |
| 16            | Nashon Questell     | 10 juillet 2000   |                   |      |
| 1             | David Saintil       | 20 octobre 1998   |                   |      |
| 22            | Jérémy Tomaselli    | 27 juin 1997      |                   |      |
|               |                     |                   |                   |      |
| Défenseurs    |                     |                   |                   |      |
| 3             | Jorim Chari         | 3 octobre 1991    |                   |      |
| 8             | Wrubens Dupalus     | 6 septembre 1998  |                   |      |
| 4             | Elvis Fleming       | 13 mai 1989       |                   |      |
| 17            | Youssef Ait Ougalid | 11 avril 1994     |                   |      |
| 6             | Brice Noubou        | 24 avril 1987     |                   |      |
| 17            | Flavien Pichon      | 24 avril 1987     |                   |      |
| 18            | Emmanuel Richardson | 15 décembre 2001  |                   |      |
| 5             | Jude Sainval        | 31 mai 1988       |                   |      |
| Milieux       |                     |                   |                   |      |
| 3             | Joris Assad         | 8 décembre 1992   |                   |      |
| 9             | Nicolas Chalmet     | 12 septembre 1988 |                   |      |
| 15            | Youri Charbonier    | 25 août 1989      |                   |      |
| 19            | Yvan Fantilus       | 13 janvier 1984   |                   |      |
| 23            | Meddy Fedor         | 11 septembre 1996 |                   |      |
| 2             | Jason Maccow        | 23 août 1999      |                   |      |
| 14            | Abdias Milius       | 9 décembre 1985   |                   |      |
| 16            | Frankiln Morales    | 20 décembre 1985  |                   |      |
| 11            | Jonathan Nyuiadzi   | 13 janvier 1986   |                   |      |
| 9             | Kenrick Webbe       |                   |                   |      |
|               |                     |                   |                   |      |
| Attaquants    |                     |                   |                   |      |
| 13            | Akim Arondell       | 3 novembre 1999   |                   |      |
| 10            | Yannick Bellechasse | 26 octobre 1996   |                   |      |
| 12            | Kearney Chance      | 18 mai 2001       |                   |      |
| 7             | Danilo Cocks        | 17 août 1995      |                   |      |
| 13            | Jamal Joe           | 25 novembre 1995  |                   |      |
| 7             | Ylaire Joachim      | 9 août 1997       |                   |      |
| 7             | François Milcet     | 12 novembre 1993  |                   |      |
| 9             | Mathieu Stoebner    | 9 mai 1981        |                   |      |

## Sélectionneurs
- 2004 :  Owen Nickie[3]
- 2006–2008 :  Gérard Andy[4]
- 2010 :  Jean-Louis Richards et David Baltase
- 2012 :  Dominique Rénia
- 2014 : Jeffrey Wesley
- 2018-2019 :  David Baltase
- 2019-2025 :  Stéphane Auvray
- depuis mai 2025 :  Jean-Claude Darcheville